# Thizay, Indre

Thizay este o comună în departamentul Indre, Franța. În 1 ianuarie 2022 avea o populație de 229 de locuitori.